# Liberami
Liberami è un film documentario del 2016 diretto da Federica Di Giacomo. Il film tratta della rinascita della pratica dell'esorcismo nel mondo come risposta ai problemi e ai malesseri, da molti interpretati come "possessioni", dell'esistenza umana contemporanea, dando risalto al contrasto tra antiche tradizioni e usi moderni.

## Trama
Padre Cataldo è un veterano, tra gli esorcisti più ricercati in Sicilia e non solo, celebre per il carattere combattivo ed instancabile che lo hanno reso un'istituzione tra i fedeli della regione. Ogni martedì Gloria, Enrico, Anna e Giulia seguono, insieme a tantissimi altri, le sue messe di liberazione e cercano in esse la cura ad un disagio che non trova risposte. Per ovviare a questa emergenza spirituale, la Chiesa, prendendo a modello proprio figure come Padre Cataldo, risponde nominando un numero sempre crescente di preti esorcisti ed organizzando corsi di formazione.
Fino a dove ognuno di noi, credente o meno, è disposto ad arrivare purché qualcuno riconosca il nostro male? È la storia dell’incontro fra la pratica esorcista e la vita quotidiana, dove i contrasti tra antico e contemporaneo, religioso e profano, risultano a tratti inquietanti a tratti esilaranti.

## Riconoscimenti
- 2016 - Mostra internazionale d'arte cinematografica di Venezia[4]
  - Premio Orizzonti per il miglior film
- Doc/it Professional Award - Miglior Documentario Italiano 2016
- David di Donatello Finalista Miglior Documentario Italiano 2017
- European Film Academy Finalist as Best European Documentary 2017